# Selago gossweileri
Selago gossweileri là một loài thực vật có hoa trong họ Huyền sâm. Loài này được Hilliard miêu tả khoa học đầu tiên năm 1999.